# Zebina japonica
Zebina japonica is een slakkensoort uit de familie van de Rissoidae. De wetenschappelijke naam van de soort is voor het eerst geldig gepubliceerd in 1881 door Weinkauff.